# Kobe Bufkin
Kobe Bufkin (Grand Rapids, 21 de setembro de 2003) é um jogador norte-americano de basquete profissional que atualmente joga pelo Atlanta Hawks da National Basketball Association (NBA).
Bufkin jogou basquete universitário pela Universidade de Michigan e foi selecionado pelos Hawks como a 15ª escolha geral no draft da NBA de 2023. 

## Carreira no ensino médio
Filho de Kimberly Camp e Michael Bufkin, Kobe nasceu em 21 de setembro de 2003 em Grand Rapids, Michigan. Bufkin jogou basquete pela Grand Rapids Christian High School em Grand Rapids e entrou para o time de basquete como calouro. Em 27 de fevereiro de 2019, Bufkin marcou 35 pontos em uma derrota por 71–63 na semifinal distrital da Michigan High School Athletic Association (MHSAA) contra a Catholic Central High School. Em seu segundo ano, Bufkin teve médias de 20 pontos, 7 rebotes e 3 assistências, ajudando seu time a alcançar um recorde de 16–6. Após a temporada, ele foi reconhecido como uma seleção da Segunda-Equipe do Estado pela Associated Press. 
Antes de sua terceira temporada, o Detroit Free Press o classificou como o melhor terceiranista do estado e o sexto melhor jogador do estado. Nessa temporada, ele teve médias de 22 pontos, 5 rebotes e 4 assistências, levando sua equipe a um recorde de 20–2. Após a temporada, ele foi reconhecido como uma seleção para a Primeira-Equipe do Estado pela Associated Press. Após a conclusão prematura da temporada relacionada à pandemia de COVID-19, Bufkin listou Michigan State, Michigan, DePaul, LSU e Ohio State como suas cinco escolhas finais em 7 de julho. Na época, Bufkin tinha 1,93 m e 79 kg e estava classificado em 78º na classe nacional de 2021, 15º entre os armadores e terceiro no estado de Michigan pelo ranking composto da 247Sports. Três dias depois, ele anunciou seu compromisso verbal com Michigan. 
Em seu último ano, Bufkin teve médias de 25 pontos, 7 rebotes e 5 assistências em cinco partidas, antes de perder a maior parte da temporada, atrasada e encurtada pela COVID, devido a uma fratura no punho esquerdo em 20 de fevereiro de 2021. Ele foi novamente reconhecido como uma seleção da Primeira-Equipe do Estado pela Associated Press.

### Recrutamento
Um recruta consensual de quatro estrelas, Bufkin se comprometeu a jogar basquete universitário pela Universidade de Michigan. Ele foi atraído pela universidade pelo treinador assistente Saddi Washington, que foi mantido quando Juwan Howard assumiu o cargo de treinador principal após John Beilein. Junto com Caleb Houstan e Moussa Diabaté, ele fazia parte de uma classe de recrutamento que foi classificada como a melhor do país segundo a ESPN, Rivals.com e 247Sports.

## Carreira universitária
Bufkin se matriculou na Universidade de Michigan aos 17 anos. Como calouro, ele teve médias de três pontos e 1,1 rebotes em 10,6 minutos. Em 20 de dezembro de 2021, ele ganhou o Prêmio de Calouro da Semana da Big Ten por seu primeiro esforço de pontuação de dois dígitos em 18 de dezembro contra Southern Utah, quando registrou 11 pontos e 3 rebotes. No Torneio da NCAA de 2022, Michigan derrotou Colorado State e Tennessee. No Sweet Sixteen, eles perderam para Villanova.
Em seu segundo ano, Bufkin permaneceu o jogador mais jovem da equipe. Ele liderou a equipe com 34 minutos jogados por jogo e teve médias de 14 pontos, 4,5 rebotes e 2,9 assistências. Ele registrou seu recorde pessoal de 22 pontos em jogos consecutivos contra Lipscomb (17 de dezembro) e Carolina do Norte no Jumpman Invitational (21 de dezembro). Em 2 de fevereiro de 2023, Bufkin contribuiu com 15 pontos e um recorde pessoal de 12 rebotes, para seu primeiro duplo-duplo da carreira contra Northwestern. Em 26 de fevereiro, Bufkin liderou Michigan com um recorde pessoal de 28 pontos em uma vitória por 87–79 na prorrogação contra Wisconsin. Após a temporada regular, ele foi chamado para a Terceira-Equipe da Big Ten pela mídia e pelos treinadores. Em 14 de março, Michigan começou sua participação no NIT de 2023 com uma vitória por 90–80 sobre Toledo com Bufkin registrando 23 pontos, oito rebotes e cinco assistências. Michigan perdeu para Vanderbilt na segunda rodada.

## Carreira profissional

### Atlanta Hawks (2023–Presente)
O Atlanta Hawks selecionou Bufkin como a décima quinta escolha geral no draft da NBA de 2023. Em 3 de julho de 2023, Bufkin assinou um contrato de 4 anos e US$19.8 milhões com os Hawks.
Bufkin jogou pelo Atlanta na Summer League de 2023 e teve médias de 14 pontos, 3,6 assistências e 3,2 rebotes. No entanto, ele foi encarregado de desenvolver suas habilidades como criador de jogadas para os outros durante a competição, o que resultou em 4,6 turnovers por jogo. Embora sua defesa fosse forte, ele mostrou que precisava desenvolver mais força e melhorar suas decisões.
Bufkin estreou na NBA em 29 de outubro em uma vitória contra o Milwaukee Bucks, jogando 3 minutos e convertendo 1 de 2 lances livres para marcar seu primeiro ponto na NBA. Após aparecer em dois dos cinco primeiros jogos de Atlanta, Bufkin fraturou o polegar em 3 de novembro.
Quando o polegar de Bufkin se curou, ele foi designado para o afiliado dos Hawks na G-League, o College Park Skyhawks, e teve média de 30 pontos em seus quatro primeiros jogos. Em 29 de janeiro de 2024, Bufkin marcou 43 pontos pelos Skyhawks. Em 14 jogos com os Skyhawks, Bufkin teve médias de 23,6 pontos, 5,9 assistências, 5,4 rebotes e 1,4 roubos de bola, com quatro atuações de 30 pontos ou mais.
Quando Trae Young precisou de cirurgia no final de fevereiro de 2024, Bufkin foi lançado na rotação principal. Em seus quatro primeiros jogos com os Hawks após a lesão de Young, Bufkin teve médias de 6 pontos, 3,5 assistências e 2 rebotes, incluindo um recorde pessoal de 12 pontos em 29 de fevereiro contra o Brooklyn Nets. No entanto, após esses quatro jogos, Bufkin estava usando uma bota devido a uma lesão no dedão do pé. Em 7 de março, ele foi diagnosticado com uma entorse no dedão do pé esquerdo que exigia 10 dias de imobilização antes de ser reavaliado. Em seu retorno à ação em 1º de abril, após perder 14 jogos, Bufkin voltou à rotação principal, substituindo Trent Forrest como armador reserva e, às vezes, jogando simultaneamente com o armador Dejounte Murray como ala-armador. Ele mostrou potencial em seu retorno, especialmente em uma atribuição defensiva contra Kyrie Irving.

## Vida pessoal
Os pais de Bufkin eram fãs do time de basquete masculino da Universidade de Michigan desde a era do Fab Five, e deram o nome de seus irmãos em homenagem a Michael Jordan e Isiah Thomas, mas a família debate se Kobe foi realmente nomeado em homenagem a Kobe Bryant.

## Estatísticas da carreira

### NBA

#### Temporada regular
| Ano     | Equipe  | PJ | PT | MPJ  | AP   | 3P   | LL   | RT  | AS  | BR | TO | PPJ |
| ------- | ------- | -- | -- | ---- | ---- | ---- | ---- | --- | --- | -- | -- | --- |
| 2023–24 | Atlanta | 17 | 0  | 11.5 | .370 | .225 | .500 | 1.9 | 1.6 | .4 | .3 | 4.8 |

### Universitário
| Ano      | Equipe   | PJ | PT | MPJ  | AP   | 3P   | LL   | RT  | AS  | BR  | TO | PPJ  |
| -------- | -------- | -- | -- | ---- | ---- | ---- | ---- | --- | --- | --- | -- | ---- |
| 2021–22  | Michigan | 28 | 0  | 10.6 | .380 | .222 | .773 | 1.1 | .3  | .4  | .1 | 3.0  |
| 2022–23  | Michigan | 33 | 33 | 34.0 | .482 | .355 | .849 | 4.5 | 2.9 | 1.3 | .7 | 14.0 |
| Carreira | Carreira | 61 | 33 | 22.3 | .431 | .288 | .810 | 2.8 | 1.5 | .8  | .3 | 8.5  |

## Links externos
- Biografia do Michigan Wolverines